# Gobierno Rehlinger
El Gobierno de Anke Rehlinger ejerce el poder ejecutivo de Sarre, a partir del 25 de abril de 2022. Encabezado por la política Anke Rehlinger, el gobierno está integrado por el Partido Socialdemócrata de Alemania (SPD).

## Mandato
Este gobierno está dirigido por la ministra presidenta socialdemócrata Anke Rehlinger. Está formado y apoyado por el Partido Socialdemócrata de Alemania (SPD). Tiene 29 diputados de 51 de los escaños en el Parlamento Regional del Sarre.
Por lo tanto, sucede al Gobierno Hans, formado por la CDU y el SPD.

## Gabinete ministerial
Partido Socialdemócrata de Alemania

### Ministra Presidente del Gobierno de Sarre
| Fotografía | Primer ministro | Período             | Período     | Partido | Partido |
| Fotografía | Primer ministro | Inicio              | Fin         | Partido | Partido |
| ---------- | --------------- | ------------------- | ----------- | ------- | ------- |
|            | Anke Rehlinger  | 25 de abril de 2022 | En el cargo |         |         |

### Viceministro Presidente del Gobierno de Sarre
| Fotografía | Viceministro Presidente | Período             | Período     | Partido | Partido |
| Fotografía | Viceministro Presidente | Inicio              | Fin         | Partido | Partido |
| ---------- | ----------------------- | ------------------- | ----------- | ------- | ------- |
|            | Jürgen Barke            | 25 de abril de 2022 | En el cargo |         |         |

### Ministros
| Ministerio                                                                                         | Fotografía | Titular                     | Período             | Período     | Partido | Partido |
| Ministerio                                                                                         | Fotografía | Titular                     | Inicio              | Fin         | Partido | Partido |
| -------------------------------------------------------------------------------------------------- | ---------- | --------------------------- | ------------------- | ----------- | ------- | ------- |
| Economía, Innovación, Asuntos Digitales y Energía                                                  |            | Jürgen Barke                | 25 de abril de 2022 | En el cargo |         |         |
| Educación y Cultura                                                                                |            | Christine Streichert-Clivot | 25 de abril de 2022 | En el cargo |         |         |
| Finanzas y Ciencia                                                                                 |            | Jakob von Weizsäcker        | 25 de abril de 2022 | En el cargo |         |         |
| Interior, Infraestructuras y Deportes                                                              |            | Reinhold Jost               | 25 de abril de 2022 | En el cargo |         |         |
| Medio Ambiente, Protección del Clima, Movilidad, Agricultura, Justicia y Protección del Consumidor |            | Petra Berg                  | 25 de abril de 2022 | En el cargo |         |         |
| Trabajo, Asuntos Sociales, Mujer y Salud                                                           |            | Magnus Jung                 | 25 de abril de 2022 | En el cargo |         |         |